# Adolf-Grimme-Preis 2006
Der 42. Adolf-Grimme-Preis wurde 2006 verliehen. Die Preisverleihung fand am 31. März 2006 im Theater Marl statt. Die Moderation übernahm dabei Bettina Böttinger.
Im Rahmen der Veranstaltung wurden neben dem Adolf-Grimme-Preis noch weitere Preise, unter anderem auch der Marler Gruppe sowie des Deutschen Volkshochschul-Verbandes, vergeben.

## Preisträger

### Adolf-Grimme-Preis mit Gold

#### Fiktion & Unterhaltung
- Hierankl (BR/ARTE/SWR)
  - Hans Steinbichler (Buch/Regie) und Bella Halben (Kamera)
  - Johanna Wokalek, Barbara Sukowa, Josef Bierbichler und Peter Simonischek (Darstellung)
- Marias letzte Reise (BR)
  - Ariela Bogenberger (Buch) und Rainer Kaufmann (Regie)
  - Monica Bleibtreu (stellv. für das Darstellerteam)
- Polizeiruf 110: Der scharlachrote Engel (BR)
  - Günter Schütter (Buch), Dominik Graf (Regie)
  - Michaela May, Edgar Selge und Nina Kunzendorf (Darstellung)

### Adolf-Grimme-Preis

#### Fiktion & Unterhaltung
- Stromberg (ProSieben)
  - Ralf Husmann, Moritz Netenjakob, Lars Albaum, Dietmar Jacobs und Ron Markus (Buch)
  - Christoph Maria Herbst (Darstellung)
- Die Nachrichten (ZDF)
  - Alexander Osang (Buch), Matti Geschonneck (Regie)
- Polizeiruf 110: Kleine Frau (rbb)
  - Stefan Rogall (Buch), Andreas Kleinert (Regie) und Thomas Plenert (Kamera)
  - Imogen Kogge und Johanna Gastdorf (Darstellung)

#### Information & Kultur
- Abenteuer Glück (ARD/WDR) – Annette Dittert (Buch/Regie)
- Weltmarktführer – Die Geschichte des Tan Siekmann (ZDF) – Klaus Stern (Buch/Regie)
- die story: Why We Fight – Die guten Kriege der USA (ARTE/WDR/BBC) – Eugene Jarecki (Buch/Regie)
- Abschiebung im Morgengrauen (NDR) – Michael Richter (Buch/Regie)
- Die Frauen von Ravensbrück (MDR/rbb/SWR) – Loretta Walz (Buch/Regie)

#### Spezial
- Kulturmagazin Karambolage (ARTE) – Claire Doutriaux (Idee, Gestaltung und Realisation)
- FC Barcelona – Das Jahr der Entscheidung (ZDF/ARTE/BBC/TVC/NTS) – Justin Webster und Daniel Hernández
- Durch die Nacht mit … (ZDF/ARTE) – Edda Baumann-von Broen, Cordula Kablitz-Post, Martin Pieper und Hasko Baumann

### Besondere Ehrung des Deutschen Volkshochschul-Verbandes
- Elke Heidenreich

### Sonderpreis Kultur des Landes Nordrhein-Westfalen
- Artem Demenok (für die Sendung Welthauptstadt Germania, Arte / rbb / SWR)

### Publikumspreis der Marler Gruppe
- Annette Dittert für Abenteuer Glück (ARD/WDR)

### Mercedes-Benz-Förderstipendium
- Alejandro Cardenas-A. für Alias Alejandro (ZDF)